# Kathryn Hahn
Kathryn Hahn (* 23. července 1973 Westchester, Illinois) je americká herečka, která je nejvíce známá díky roli Lily Lebowski v televizním seriálu Drzá Jordan.

## Životopis
Hahn se narodila ve Westchesteru v Illinois a vyrostla ve městě Cleveland Heights, Ohio. Vystudovala Severozápadní univerzitu, kde získala bakalářský titul v oboru herectví. Poté pokračovala ve studiích na Yaleově univerzitě. Během této doby účinkovala v muzikálu Cabaret jako Sally Bowles a v Molièrově hře Misantrop. Kathryn Hahn je manželkou herce Ethana Sandlera, za kterého se provdala 3. ledna 2002. Společně žijí v Los Angeles. Mají spolu dvě děti, syna Leonarda (narozen v říjnu 2006) a dceru Mae (narozena v červenci 2009), která se narodila předčasně. Její první těhotenství bylo vepsáno do storyline postavy, kterou hrála v seriálu Drzá Jordan.

## Kariéra
Své první vystoupení v televizi si odbyla v pořadu pro děti s názvem Hickory Hideout, který byl vysílán na stanici NBC. Během působení na divadelní scéně potkala castingového ředitele stanice NBC, který ji seznámil s producentem a scenáristou Timem Kringem, který pro ni poté napsal postavu Lily Lebowsky v již zmíněném seriálu Drzá Jordan.
Během své kariéry měla možnost si zahrát ve filmech jako jsou například: Jak ztratit kluka v 10 dnech, Zprávař: Příběh Rona Burgundyho, Rande s celebritou, Mimzy, Prázdniny, Nouzový východ, Bratři z donucení a Kšeftáři. V roce 2009 účinkovala v americkém remaku britské show Absolutely Fabulous. V roce 2010 se stala jedno z hlavních postav v seriálu televizní stanice HBO Hung – Na velikosti záleží. V roce 2011 si zahrála spolu s hercem Hankem Azaria v seriálu Hlavně nezávazně, který byl ale po 8 dílech zrušen.
V roce 2012 účinkovala v seriálu Parks and Recreation, kde ztvárnila roli Jennifer Barkley, poradkyni Bobbyho Newporta (Paul Rudd), oponenta hlavní postavy Leslie Knope (Amy Poehlerová) v kampani na pozici do městské rady. Naposledy se objevila v seriálu s názvem Girls.

## Filmografie

### Film
| Rok  | Název                                 | Role             | Poznámky            |
| ---- | ------------------------------------- | ---------------- | ------------------- |
| 1999 | Flushed                               |                  |                     |
| 2003 | Jak ztratit kluka v 10 dnech          | Michelle Rueben  |                     |
| 2004 | Rande s celebritou                    | Angelica         |                     |
| 2004 | Zprávař: Příběh Rona Burgundyho       | Helen            |                     |
| 2004 | Wake Up, Ron Burgundy: The Lost Movie | Helen            | Video               |
| 2004 | Křižovatka osudu                      | Sarah            |                     |
| 2005 | Něco jako láska                       | Michelle         |                     |
| 2006 | Prázdniny                             | Bristol          |                     |
| 2007 | Mimzy                                 | Naomi Schwartz   |                     |
| 2008 | Bratři z donucení                     | Alice            |                     |
| 2008 | Nouzový východ                        | Milly Campbell   |                     |
| 2009 | Kšeftáři                              | Babs Merrick     |                     |
| 2010 | Poznáš, až to přijde?                 | Annie            |                     |
| 2011 | Beznadějný trouba                     | Janet            |                     |
| 2011 | Razzle Dazzle                         |                  | Krátkometrážní film |
| 2011 | Razzle Dazzle Part 2                  |                  | Krátkometrážní film |
| 2012 | Tohle je ráj                          | Karen            |                     |
| 2012 | Diktátor                              | Těhotná žena     |                     |
| 2013 | Millerovi na tripu                    | Edie Fitzgerald  |                     |
| 2013 | Sprosťárny                            | Jenny Widgeon    |                     |
| 2013 | Tajné hrátky                          | Rachel           |                     |
| 2013 | Dark Around the Stars                 | Judith           |                     |
| 2013 | Walter Mitty a jeho tajný život       | Odessa Mitty     |                     |
| 2014 | Je prostě báječná                     | Delta Simmons    |                     |
| 2014 | Co by kdyby                           | Annie Altman     |                     |
| 2015 | Len a spol.                           | Isabelle         |                     |
| 2015 | Školní sraz                           | Camille Fang     |                     |
| 2015 | The Visit                             | Loretta Jamison  |                     |
| 2015 | Zvláštní příběh rodiny F              | Camille Fang     |                     |
| 2015 | The D Train                           | Stacey           |                     |
| 2015 | Země zítřka                           | Ursula Gernsback |                     |
| 2016 | Matky na tahu                         | Carla Dunkler    |                     |
| 2016 | The Do Over                           | Becca            |                     |
| 2016 | Tohle je náš svět                     | Harper           |                     |
| 2017 | Flower                                | Larie            |                     |
| 2017 | Matky na tahu o Vánocích              | Carla Dunkler    |                     |
| 2017 | Private Life                          | Rachel           |                     |

### Televize
| Rok        | Název                                    | Role                                 | Poznámky                                                                                                |
| ---------- | ---------------------------------------- | ------------------------------------ | --- |
| 2001–2007  | Drzá Jordan                              | Lily Lebowski                        | 104 díly                                                                                                |
| 2006       | Four Kings                               | Sharon                               | 2 díly                                                                                                  |
| 2007       | Nice Girls Don't Get the Corner Office   | Price                                | TV film                                                                                                 |
| 2009       | Ab Fab                                   | Eddie                                | TV film                                                                                                 |
| 2010       | Most Likely to Succeed                   |                                      | TV film                                                                                                 |
| 2010       | Hung – Na velikosti záleží               | Claire                               | 3 díly                                                                                                  |
| 2011       | Hlavně nezávazně                         | Helen                                | 8 dílů                                                                                                  |
| 2011       | Funny or Die Presents...                 | Huntress                             | 2 díly                                                                                                  |
| 2011       | Pravidla milostného provozu              | Kate                                 | 2 epizody                                                                                               |
| 2011       | Mad Love                                 | Linda Clay                           | díl: „Friends“                                                                                          |
| 2012–2015  | Parks and Recreation                     | Jennifer Barkley                     | 11 dílů                                                                                                 |
| 2012       | Girls                                    | Mrs. Lavoyt                          | 4 díly                                                                                                  |
| 2012       | Newsroom                                 | Carrie                               | díl: „I'll Try to Fix You“                                                                              |
| 2012       | Childrens Hospital                       | Učitelka                             | díl: „Childrens Lawspital“                                                                              |
| 2012       | Robot Chicken                            | Paní Marquez/Dívka v tričku #1 (hlas | díl: „Hemlock, Gin and Juice“                                                                           |
| 2013–2015  | Kroll Show                               | Matka Mikeyho                        | 5 dílů                                                                                                  |
| 2013       | NTSF:SD:SUV::                            | Marge                                | díl: „TGI Murder“                                                                                       |
| 2013       | The Greatest Event in Television History | Greta Strauss Sara Rush              | 2 díly                                                                                                  |
| 2014       | Bobovy burgery                           | Jessica (hlas)                       | díl: „Slumber Party“                                                                                    |
| 2014       | Chozen                                   | Tracy (hlas)                         | 10 dílů                                                                                                 |
| 2014       | Americký táta                            | Luli (hlas)                          | díl: „Honey, I'm Homeland“                                                                              |
| 2014–2016  | Transparent                              | Raquel Fein                          | 21 dílů Nominace – Screen Actors Guild Award v kategorii Nejlepší obsazení v komediálním seriálu (2016) |
| 2015       | Happyish                                 | Lee Payne                            | 10 dílů                                                                                                 |
| 2015       | Comedy Bang! Bang                        | Sama sebe                            | díl: „Kathryn Hahn Wears Ripped Jeans and Black Heels“                                                  |
| 2016       | Brooklyn 99                              | Eleanor Horstweil                    | díl: „Hostage Situation“                                                                                |
| 2016–dosud | I Love Dick                              | Chris                                | 8 dílů                                                                                                  |
| 2020       | WandaVision                              | Agnes/Agatha Harkness                | 9 dílů                                                                                                  |